# Ferddy Roca
Ferddy Andrés Roca Vivancos (Santa Cruz de la Sierra, 24 de marzo de 2000) es un futbolista boliviano. Juega como delantero en Gualberto Villarroel de la Primera División de Bolivia.

## Selección nacional

### Participación en juveniles
| Competición                                      | Sede  | Resultado    | Partidos | Goles |
| ------------------------------------------------ | ----- | ------------ | -------- | ----- |
| Campeonato Sudamericano de Fútbol Sub-17 de 2017 | Chile | Primera fase | 4        | 2     |

## Clubes
| Club                    | País    | Año           |
| ----------------------- | ------- | ------------- |
| Oriente Petrolero       | Bolivia | 2017-2020     |
| Marbella FC             | España  | 2020-2021     |
| Oriente Petrolero       | Bolivia | 2021-2023     |
| Ciudad Nueva Santa Cruz | Bolivia | 2024          |
| Gualberto Villarroel    | Bolivia | 2025-presente |